# MyAnimeList
MyAnimeList (také MAL) je sociální síť, online katalog a databáze anime a mangy, která svým uživatelům umožňuje organizovat, ukládat a hodnotit mangu a anime, které četli nebo sledovali. Sociální složkou tohoto webu je možnost přidávat si ostatní uživatele jako přátele, což automaticky posoudí shody vkusů na základě stejných viděných/čtených sérií, dále možnost vytvářet komunity a diskutovat jak v nich, tak v části fóra o dané sérii.

## Historie
Webová stránka byla vytvořena a spuštěna Garrettem Gisslerem pod pseudonymem „Xinil“ dne 5. listopadu 2004 a až do roku 2008 provoz spravoval výhradně on. Původně se web jmenoval AnimeList, ale Gyssler se rozhodl začlenit na začátku přivlastňovací „My“ podle módy populární sociální sítě dané doby Myspace.
Dne 4. srpna 2008 web CraveOnline zakoupil MyAnimeList za nezveřejněnou částku peněz. V roce 2015 japonská společnost DeNA oznámila, že koupila MyAnimeList od CraveOnline a že se spojí s Anime Consortium Japan na streamování anime prostřednictvím služby Daisuki.
MyAnimeList v dubnu 2016 oznámili, že vložili epizody z Crunchyroll a Hulu přímo na stránku, přičemž na stránce bylo zpřístupněno více než 20 000 epizod.
Dne 8. března 2018 otevřel MyAnimeList online obchod s mangami ve spolupráci s Kodansha Comics a Viz Media, který uživatelům umožňuje nakupovat mangy digitálně z webu. Služba byla původně spuštěna v Kanadě, ale později se rozšířila do Spojených států, Spojeného království a několika dalších anglicky mluvících zemí.
V květnu a červnu 2018 byl web nedostupný, protože byl vypnut zaměstnanci s odvoláním na soukromí a bezpečnost. Provozovatelé stránek také zakázali API třetích stran, čímž je učinili nepoužitelnými. Tyto kroky byly provedeny ve snaze vyhovět programu GDPR Evropské unie.
Webová stránka byla zakoupena v lednu 2019 společností Media Do.
V září 2019 oznámily HIDIVE a MyAnimeList partnerství, které začlení hodnocení obsahu MyAnimeList do streamovací platformy HIDIVE a zároveň poskytne uživatelům MyAnimeList zdarma vybraný výběr vloženého obsahu HIDIVE.
Dne 18. února 2021 web MyAnimeList oznámil, že obdržel 1,2 miliardy jenů přičemž Kódanša, Šúeiša, Šogakukan a mateřská společnost Media Do společně investovaly 600 milionů jenů. Později bylo zjištěno, že společnosti Akatsuki, The Anime Times Company, DMM, a Kadokawa Corporation investovaly 311 milionů jenů a společnosti Bushiroad, Dentsu a několik dalších dohromady investovaly 448 milionů jenů, takže skutečný příděl třetí stranou byl 1,36 miliardy jenů.
V říjnu 2021 MyAnimeList spolupracoval s mateřskou společností Media Do na vydání Fist of the North Star Manga Fragments: Dying Like a Man, série nezaměnitelných tokenů (NFT) produktů založených na sérii Fist of the North Star.
Dne 10. května 2023 prošel MyAnimeList nouzovou údržbou poté, co byl napaden hackery, přičemž názvy všech anime byly nahrazeny odkazem na sérii Serial Experiments Lain. Dne 13. května web obnovil online činnost poté, co obnovil své databáze. Během hacku nebyly porušeny osobní informace a data uživatelů, nicméně jakékoli aktualizace seznamů, příspěvky na fóru, úpravy atd. provedené přibližně 8,5 hodiny před incidentem musely být obnoveny ručně.

## Vlastnosti
MyAnimeList obsahuje anime, aeni, donghua, manga, manhwa, dódžinši a lehké romány. Uživatelé si vytvářejí seznamy toho, co již přečetli nebo viděli a tyto se snaží mít dokončené. Je možné sérii hodnotit, psát doporučení, přispívat na fórum, vytvářet kluby pro spojení s dalšími lidmi s podobnými zájmy a přihlásit se k odběru novinek z RSS souvisejících s anime a mangou.

### Profil
MyAnimelist poskytuje uživatelům možnost přizpůsobit si své osobní profily a seznamy. Přístupný přes rozbalovací nabídku pod názvem uživatelského profilu mohou uživatelé změnit svůj styl seznamu. Dostupné možnosti jsou komunitní vzhledy a moderní vzory. Po provedení výběru se uživatel dostane na obrazovku úprav, kde si může libovolně přizpůsobit zobrazení seznamu, včetně titulního obrázku, obrázku na pozadí, stylu obrázku na pozadí, barev a přizpůsobeného CSS.

### Bodování
MyAnimeList umožňuje uživatelům ohodnotit anime a mangu na jejich seznamu na stupnici od 1 do 10. Tato skóre jsou poté agregována, aby každé představení v databázi bylo hodnoceno od nejlepší po nejhorší. Hodnocení se počítá dvakrát denně pomocí následujícího vzorce:
{\displaystyle R={\frac {vS+mC}{v+m}}}
Ve vzorci {\displaystyle v} znamená celkový počet uživatelských hlasů, {\displaystyle S} průměrné uživatelské skóre, {\displaystyle m} minimální počet hlasů potřebný k získání vypočítaného skóre (50) a {\displaystyle C} průměrné skóre v celé databázi anime/mangy. Počítají se pouze skóre, kde uživatel dokončil alespoň 20 % série.